# Seeland (Zwitserland)

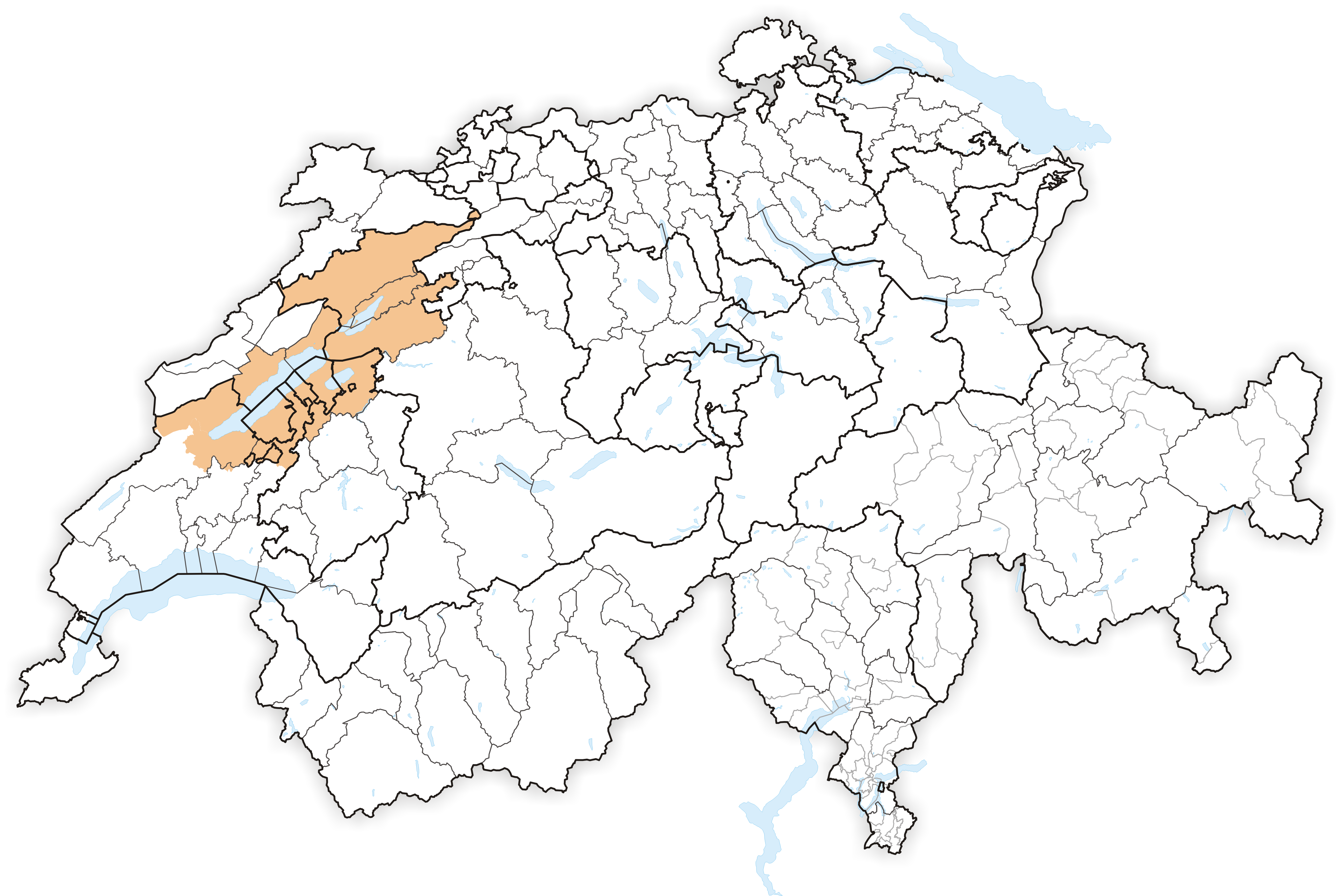
Seeland

Seeland (Drei-Seen-Land) is een regio in Zwitserland bestaande uit het Meer van Biel, het Meer van Neuchâtel en het Meer van Murten. Seeland is een van de voornaamste Zwitserse regio's voor het kweken van groente.
De regio wordt zowel in het Duits als in het Frans uitgesproken als Seeland.

## Galerij

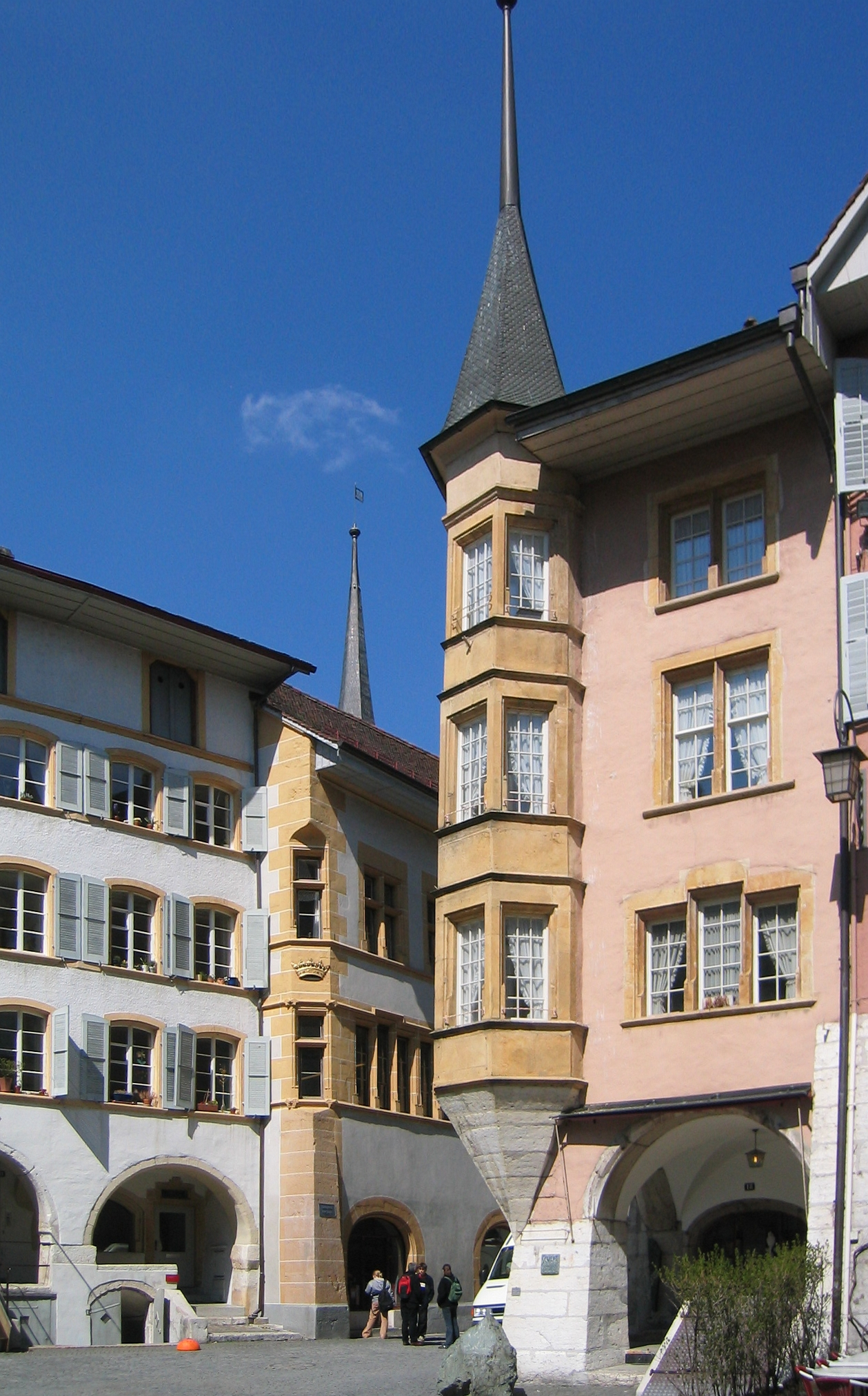
Ring van Biel
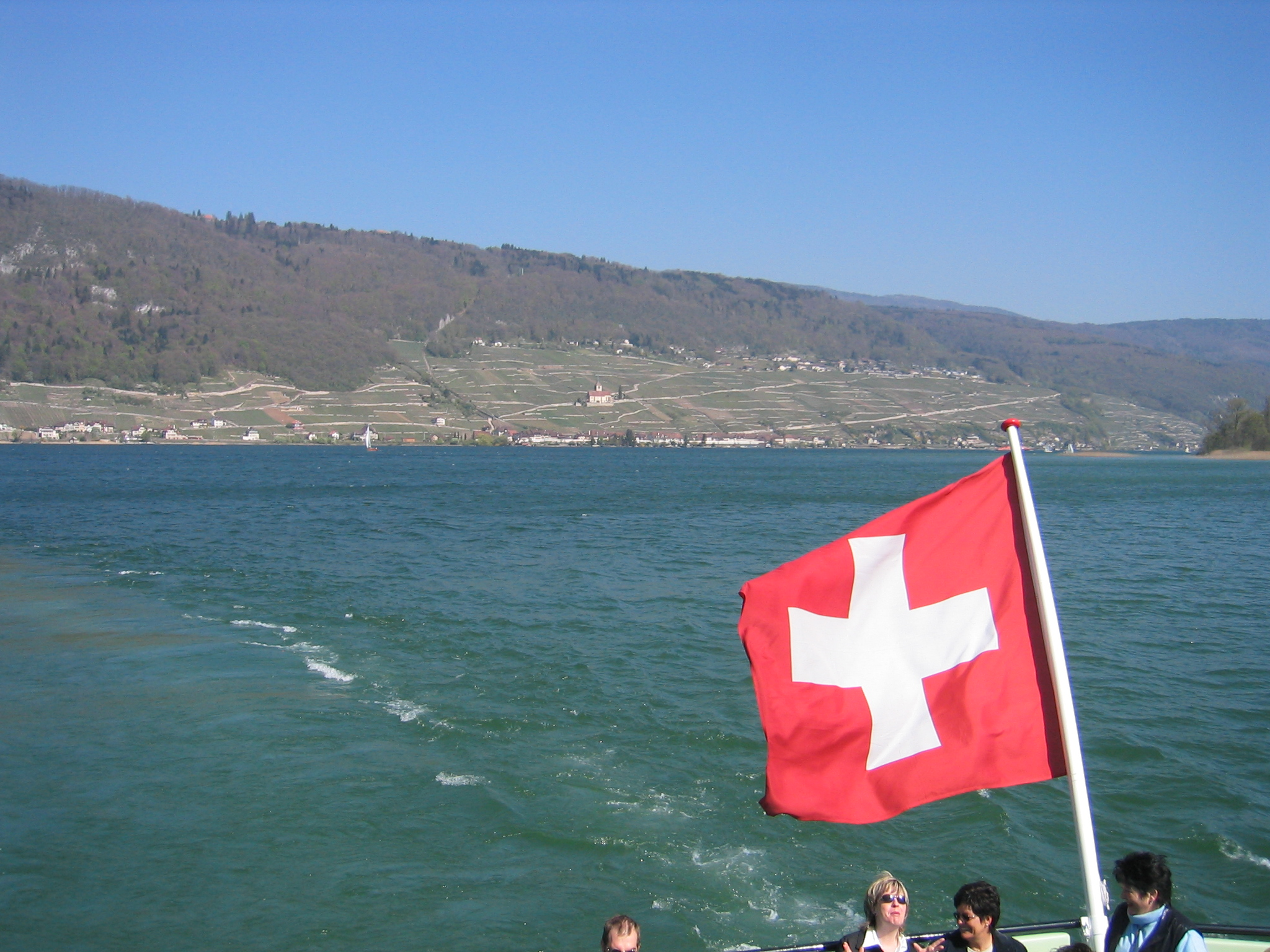
Meer van Biel
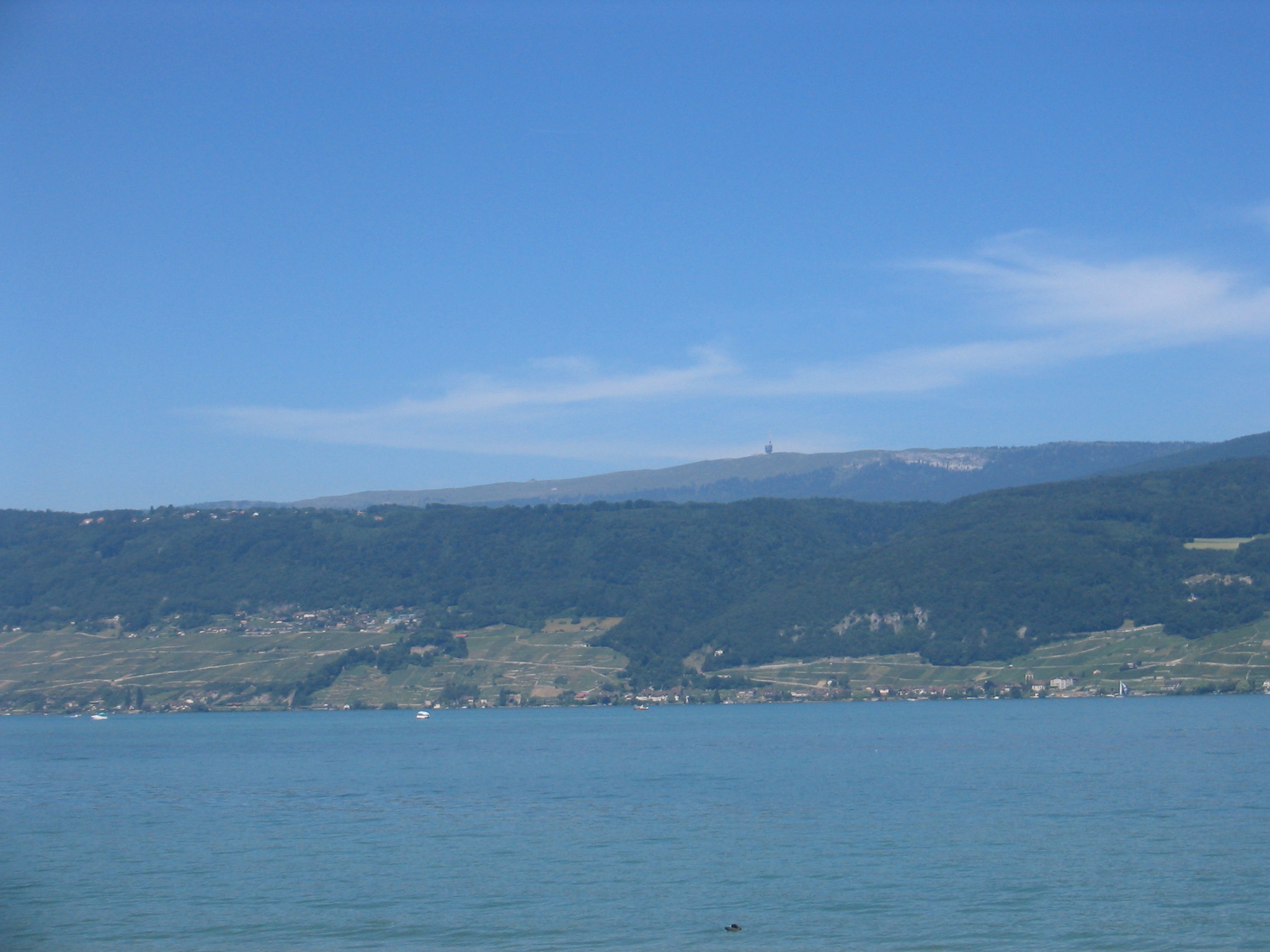
Meer van Biel met de Chasseral op de achtergrond
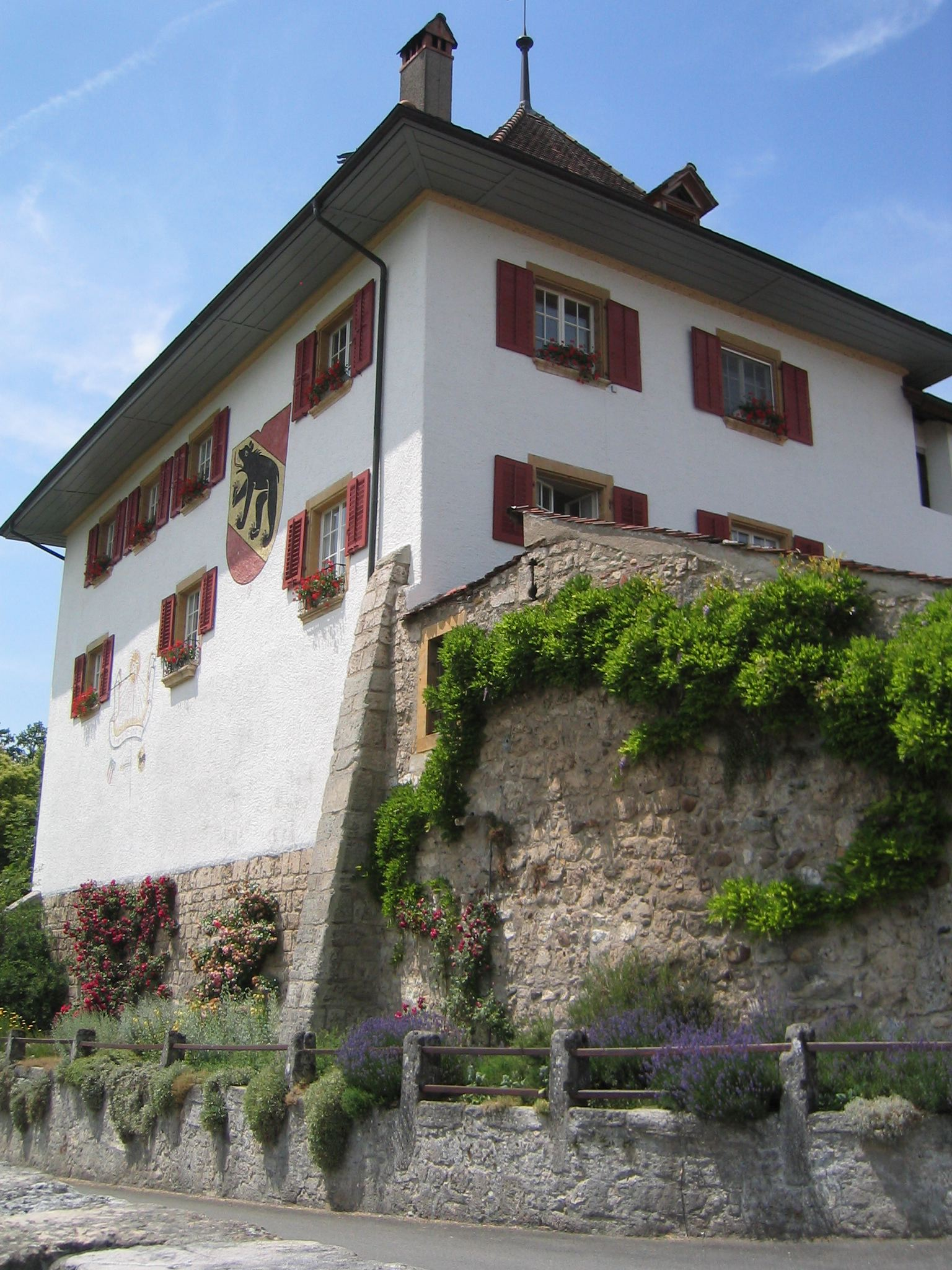
Schloss Biel